# アレーナ・バーエワ
- アリョーナ・バエワ

アレーナ・ミハイロヴナ・バーエワ（ロシア語: Алёна Михайловна Баева, ラテン文字転写例:Alena Mikhailovna Baeva, 1985年2月26日 - ）は、ソビエト連邦出身のヴァイオリン奏者。

## 経歴
1985年、キルギス・ソビエト社会主義共和国・オシの音楽一家に生まれた。５歳からヴァイオリンを始め、1995年からモスクワ音楽院附属中央音楽学校に進学してエドゥアルド・グラチの薫陶を受けた。2002年にモスクワ音楽院に進み、引き続きグラチの指導を受けた。
2001年のヴィエニャフスキ国際ヴァイオリン・コンクール、2004年のパガニーニ・モスクワ国際ヴァイオリン・コンクール、2007年の仙台国際音楽コンクールの各コンクールで優勝を果たした。

## 註
1. ↑  “アレーナ・バーエワ - ラ・フォル・ジュルネ TOKYO 2018「モンド・ヌーヴォー 新しい世界へ」公式サイト”. 2019年9月16日時点のオリジナルよりアーカイブ。2019年9月16日閲覧。
2. ↑  “Баева Алена Михайловна”. 2019年9月16日時点のオリジナルよりアーカイブ。2019年9月16日閲覧。
3. ↑  “アリョーナ・バーエワ”. 2019年9月16日時点のオリジナルよりアーカイブ。2017年6月15日閲覧。
4. ↑  “アリョーナ・バーエワ”. 2019年9月16日時点のオリジナルよりアーカイブ。2017年6月15日閲覧。
5. ↑  “ヘンリク・ヴィエニャフスキ音楽協会”. 2017年6月15日時点のオリジナルよりアーカイブ。2017年6月15日閲覧。

| スタブアイコン | サブスタブ | この項目は、まだ閲覧者の調べものの参照としては役立たない、人物に関連した書きかけの項目です。この項目を加筆・訂正などしてくださる協力者を求めています（P:人物伝/PJ:人物伝）。 |